# Síndrome post-UCI

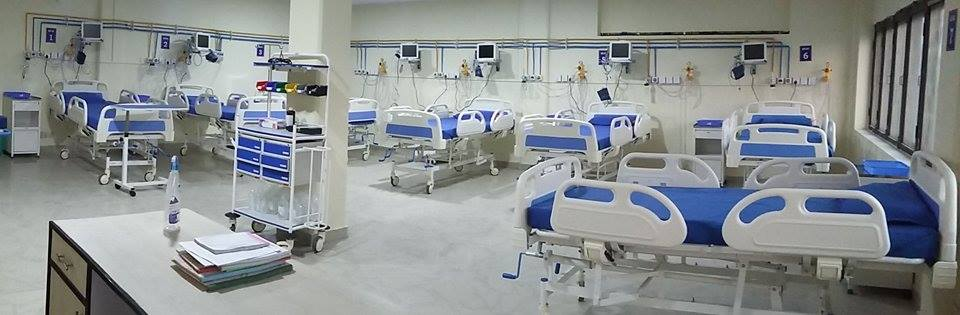
Ejemplo de unidad de cuidados intensivos.

El síndrome post-cuidados intensivos (PICS, por sus siglas en inglés) describe una serie de trastornos de la salud que son comunes entre los pacientes que sobreviven a una enfermedad crítica y cuidados intensivos. Se considera distinto de otras deficiencias experimentadas por quienes sobreviven a una enfermedad crític tras un traumatismo craneoencefálico o un accidente cerebrovascular. La amplia variedad de síntomas que describe el síndrome se divide en tres categorías: deterioro físico, deterioro cognitivo y  deterioro psíquico. Una persona con PICS puede tener síntomas de una o varias de estas categorías.
La mejora en la supervivencia de pacientes que han sufrido una enfermedad crítica ha llevado a la realización de ensayos clínicos centrados en los resultados a largo plazo para estos pacientes. Esta mejora de la supervivencia también ha conducido al descubrimiento de importantes discapacidades funcionales que sufren muchos de ellos. Debido a que la mayor parte de la literatura sobre tratamientos de pacientes en cuidados intensivos se centra en resultados a corto plazo (por ejemplo, en la supervivencia inmediata), la información que existe sobre este síndrome es relativamente limitada.
El término surgió alrededor del año 2010, al menos en parte para dar a conocer las importantes disfunciones a largo plazo que resultan del paso de un paciente por una unidad de cuidados intensivos (UCI). Asimismo, la concienciación sobre estas discapacidades funcionales está en aumento, y se están realizando investigaciones para arrojar más claridad sobre la variedad de déficits, y para encontrar formas más efectivas de prevenir estas complicaciones y aplicar un tratamiento efectivo.

## Síntomas

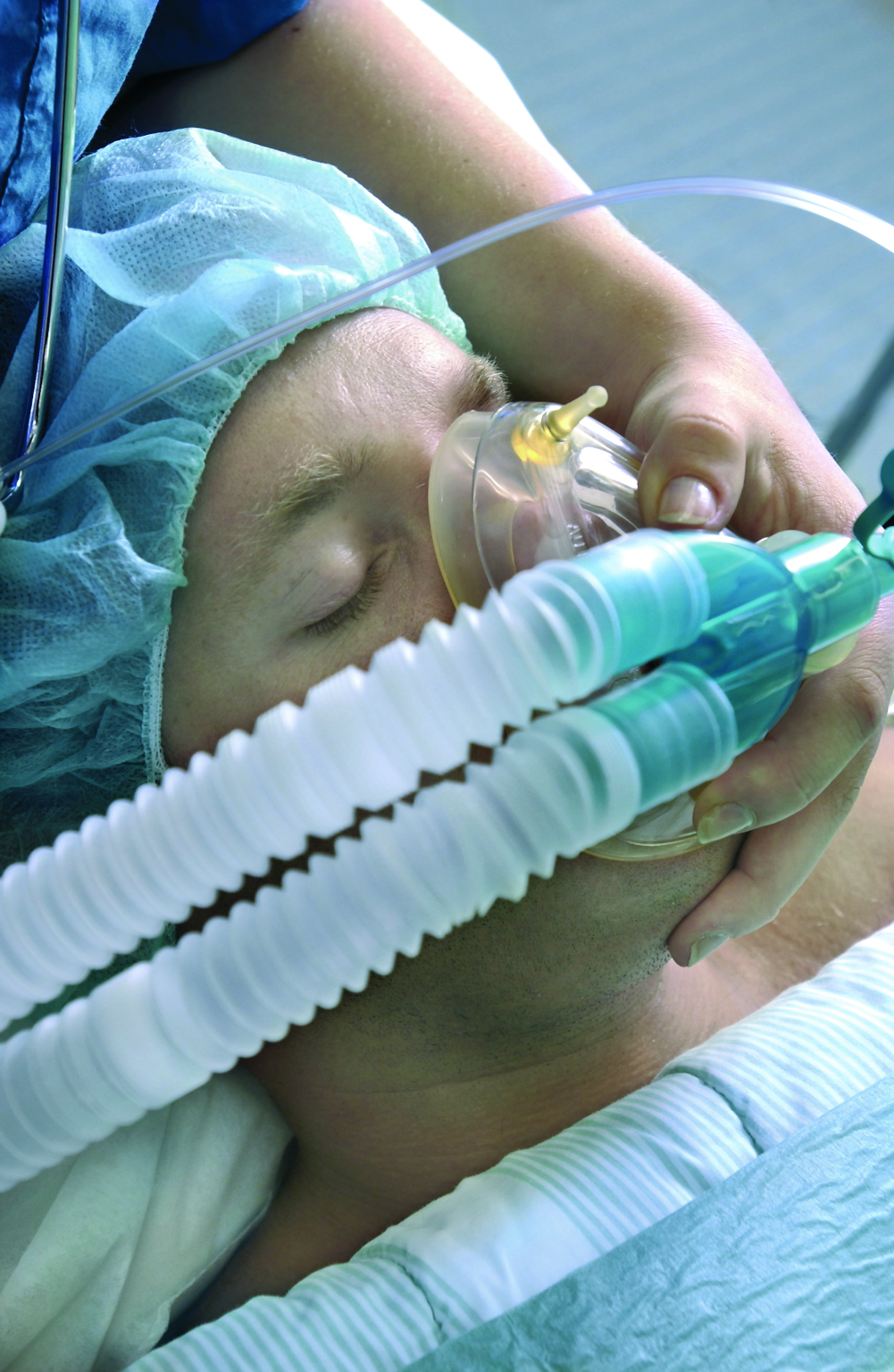
A menudo los pacientes de UCI requieren de oxígeno en alta presión (imagen) o de ventilación mecánica.

La forma más reconocida del síndrome es la disfunción física comúnmente conocida como «debilidad (muscular) adquirida en la UCI». El resto de déficits físicos, cognitivos y relacionados con la salud mental están menos reconocidos y necesitan más investigación para su comprensión.

### Deterioro físico
La debilidad muscular adquirida en la UCI, a veces llamada polineuropatía del paciente crítico, es la forma más común de deterioro físico. Se estima que ocurre en un 25 por ciento o más de supervivientes de UCI. Se cree que está relacionada con la inmobilización a largo plazo y la sedación profunda.  Además, la presencia de inflamación e infecciones severas representan factores de riesgo significativo para su desarrollo.
El deterioro físico a menudo se presenta como una dificultad para realizar actividades de la vida diaria (por ejemplo: desplazarse en la vivienda, usar el baño, preparar comidas o lavar la ropa). La incapacidad de realizar estas tareas con eficacia puede provocar situaciones de ansiedad entre estos pacientes, al tener un efecto directo y negativo sobre la independencia de la persona. El progreso en la recuperación del déficit es muy variado y atiende, sobre todo, a las circunstancias individuales de cada paciente, siendo generalmente proporcional al tiempo de hospitalización en UCI.
Otras disfunciones incluyen la disminución de la amplitud articular debido a largos períodos de inmovilización durante la hospitalización. El codo y el tobillo son las articulaciones más comúnmente afectadas, seguidas de la cadera y la rodilla. Existe también cierta debilidad física derivada de la desnutrición durante una enfermedad crítica. Aunque la nutrición puede proporcionarse mediante alimentación por sonda o por vía parenteral, el inicio de estos procesos compensatorios puede retrasarse y se dan con frecuencia interrupciones en la alimentación debido a intolerancias gastrointestinales o a la realización de procedimientos que requieren que el paciente esté en ayunas. En las personas que experimentan síndrome de dificultad respiratoria aguda y son tratadas con ventilación mecánica, la función pulmonar a menudo se ve comprometida durante meses o años. Específicamente se ve afectada la capacidad de difusión de monóxido de carbono y se da una reducción de los volúmenes pulmonares y la capacidad de espirometría.

### Deterioro cognitivo
Entre las complicaciones que se pueden dar a nivel cognitivo se incluyen: déficits en la memoria, la atención, la velocidad de procesamiento mental y la resolución de problemas. Estas deficiencias afectan hasta en el 80% de las personas que sobreviven a una enfermedad crítica. Las deficiencias en la memoria y la función ejecutiva tienen el efecto más profundo a la hora de limitar a la persona en la participación en las diferentes tareas y comportamientos necesarios para desenvolverse de manera efectiva en la vida diaria y llevar a cabo labores cognitivas complejas. El efecto negativo en la disfunción cognitiva es significativo, y a menudo estos pacientes deben enfrentarse al desempleo debido a las dificultades relacionadas con la realización de tareas de la función ejecutiva (por ejemplo, completar tareas regulares como hacer un balance de cuentas o recordar hechos o eventos). Sin embargo, frecuentemente este tipo de déficit se mejora o se resuelve completamente a lo largo del primer año tras la hospitalización.
Los principales factores de riesgo para el desarrollo de déficits cognitivos tras la admisión en la UCI debido a una enfermedad crítica incluyen delirio, déficit cognitivo previo, sepsis y síndrome de dificultad respiratoria aguda (SDRA). Sin embargo, se cree que existe una gran cantidad de factores fisiológicos que pueden influir en el deterioro cognitivo que sigue a una enfermedad grave. Entre los posibles mecanismos se incluye el suministro deficiente de sangre al cerebro (isquemia) relacionado con una presión arterial baja debido a la sepsis, el suministro deficiente de oxígeno al cerebro (hipoxia) debido a la dificultad y el deterioro respiratorio, la existencia de un proceso inflamatorio en el cerebro y la alteración de la barrera hematoencefálica en las diferentes áreas del cerebro relacionadas con la función ejecutiva y el procesamiento de la memoria.

### Deterioro psíquico
La depresión y la ansiedad son los dos trastornos de la salud mental más comunes que se observan en este tipo de pacientes. Sin embargo, la variedad de posibles problemas de salud mental es mucho más amplia: siendo la demencia, el trastorno de estrés postraumático (TEPT) y el delirio manifestaciones frecuentes del síndrome. Aunque el conocimiento al respecto es limitado,  se cree que la ansiedad y los delirios observados en pacientes post-UCI probablemente estén relacionados con recuerdos traumáticos que algunas personas adquieren durante su paso por la unidad. Se cree que la sedación inducida puede contribuir a la formación de recuerdos delirantes, al aumentar el riesgo de delirio y alucinaciones.
Los factores de riesgo son similares a los relacionados con el deterioro cognitivo post-UCI e incluyen sepsis grave, síndrome de dificultad respiratoria aguda, insuficiencia respiratoria, trauma, hipoglucemia, e hipoxemia. Al igual que con el deterioro físico adquirido en UCI, se sabe que la inmovilización a largo plazo y la sedación profunda desempeñan un papel importante en el desarrollo de problemas de salud mental observados en este tipo de pacientes.La alteración del patrón de sueño, un problema común en la UCI, también es un posible culpable. Entre otros factores de riesgo también se encuentran: una edad menor a cincuenta años, sexo femenino, inferior nivel educativo, discapacidad preexistente, abuso de alcohol, ansiedad preexistente, depresión y trastorno de estrés postraumático también.
La historia natural de los trastornos de salud mental post-UCI no se conoce bien, probablemente debido a la falta de reconocimiento de la relación entre estos síntomas y la UCI. Con ayuda psicológica y psiquiátrica adecuada, las enfermedades mentales relacionadas con el síndrome post-UCI pueden tratarse con éxito, pero la investigación favorece el uso de estrategias preventivas como el tratamiento más eficaz. Aunque hay estudios en curso centrados en determinar la mejor manera de tratar y prevenir los problemas psiquiátricos que siguen al padecimiento de una enfermedad grave, el seguimiento diario se ha constituido como uno de los más prometedores, al ser eficaz a la hora de tratar los falsos recuerdos y delirios que desarrollan algunos de estos individuos. Los proveedores de atención médica, especialmente los trabajadores sociales clínicos que se especializan en atención médica, pueden ser de gran ayuda para promover estas prácticas y facilitarlas a los pacientes y a sus familias.

## Síndrome post-UCI familiar
La familia y los cuidadores del paciente post-UCI también se ven afectados. Una mayor concienciación del tema ha conllevado un aumento en el número de investigaciones sobre los síntomas psicológicos que pueden sufrir los familiares de estos pacientes. El reconocimiento de este conjunto de síntomas ha dado lugar al término síndrome post-UCI familiar. Se cree que hasta el 30% de familiares y cuidadores experimentan estrés, ansiedad y síntomas de depresión en el contexto de esta categoría.
Los síntomas observados en familiares de pacientes post-UCI se ven representados en gran parte por el mismo conjunto de síntomas de salud mental que sufren los pacientes post-UCI, y pueden estar relacionados con la ansiedad y los falsos recuerdos que estos miembros de la familia desarrollan durante el curso de la enfermedad de su allegado.

## Tratamiento

### Prevención
Aunque existen métodos prometedores para el tratamiento de pacientes post-UCI, la prevención debe ser el enfoque principal. Cuando las estrategias de prevención primaria han fracasado, el reconocimiento del síndrome y sus efectos a largo plazo supone un paso importante en el tratamiento eficaz de estos pacientes.
Limitar la sedación profunda y la inmovilización y el reposo en cama tiene un impacto positivo muy significativo en la prevención de déficits funcionales a largo plazo observados en pacientes post-UCI. La atención a la higiene del sueño mientras se está en la UCI también parece jugar un papel importante en la prevención. El reconocimiento y el tratamiento tempranos de los delirios parecen disminuir la incidencia de esta patología. La fisioterapia y la terapia ocupacional tempranas e intensivas poseen igualmente un efecto positivo. Un esfuerzo común por parte del equipo de atención médica de la UCI debe insistir en la importancia del autocuidado, la higiene, el sueño adecuado y la nutrición durante y después de la estancia en la UCI.

### Rehabilitación
La rehabilitación suele basarse en sesiones de fisioterapia y terapia ocupacional, que se da a menudo tanto en la propia UCI como tras salir del hospital. Estos a menudo se centran en las tres áreas: psicológica, física y cognitiva. En cuanto a la rehabilitación física, existe una gran cantidad de programas para pacientes que salen de la UCI con secuelas, con un duración típica de entre seis y doce semanas tras la salida dle hospital. Estos están generalmente adaptados a los déficits funcionales del paciente y pueden incluir ejercicio indicado, sesiones de rehabilitación o teleasistencia, y puede aplicarse en conjunto con una rehabilitación cognitiva. A menudo estos ejercicios están orientados a la realización de actividades de la vida diaria.
Respecto a la rehabilitación cognitiva, esta requiere de una evaluación exhaustiva del paciente tras la salida de la UCI, y posteriormente a los tres y a los seis meses; así como un tratamiento adaptado que a menudo se basa en la realización de tareas por objetivos. Existen, además, protocolos estandarizados —como el Goal Management Training Protocol— que sirven de guía clínica para el tratamiento de estos pacientes y que obtienen resultados positivos.
En cuanto a la rehabilitación psicológica, no existe un enfoque estándar. Sin embargo, el empleo de sesiones de terapia psicológica a través del teléfono se ha constituido como un método efectivo y eficaz a la hora de proporcionar asistencia a pacientes y a cuidadores de pacientes post-UCI.